# A Rúa (La Corogne)
A Rúa en galicien (nom officiel) et en castillan, est un hameau de la parroquia (paroisse civile) de Santaia de Arca (gl) dans le municipio (canton ou commune) d'O Pino, comarque de Arzúa, province de La Corogne, communauté autonome de Galice, au nord-ouest de l'Espagne.
Ce hameau du municipio de O Pino est traversé par le Camino francés du Pèlerinage de Saint-Jacques-de-Compostelle.

## Patrimoine et culture

### Pèlerinage de Compostelle
Le Camino francés du Pèlerinage de Saint-Jacques-de-Compostelle traverse le hameau d' A Rúa, en venant du hameau de Santa Irene dans le municipio (canton) d'O Pino.
La halte suivante est le village d'O Pedrouzo, dans le même municipio d'O Pino.